# Jörg Immendorff
Jörg Immendorff (Bleckede, 14 giugno 1945 – Düsseldorf, 28 maggio 2007) è stato un pittore, scultore e scenografo tedesco.

## Biografia
Jörg Immendorff studia all'Accademia di Belle Arti di Düsseldorf e ha come docente Joseph Beuys. A causa del carattere turbolento e contestatore è espulso dall'istituto agli inizi degli anni 60 per motivi politici e per le azioni neo-dada da lui messe in atto che causano danni alla scuola. Nonostante un'indole sempre rivolta a combattere ogni forma di istituzione e di potere, riesce a laurearsi e dal 1969 al 1980 insegna pittura in un istituto scolastico pubblico. Continua a condurre una vita dissoluta, a momenti violenta, facendo uso d'alcool e droghe e praticando ogni forma di sessualità. Nei primi anni 80, con un gruppo di anarchici e di ambientalisti, partecipa all'occupazione abusiva di alcune case comunali a Berlino, espropriate e poi difese dalle cariche della polizia. Di nuovo ha guai con la giustizia. Lasciata la cattedra fissa e la Germania per alcuni anni diventa contrattista e tiene seminari e stage in molte Accademie e Università europee. Nel 1984 apre il bar "La Paloma", vicino alla Reeperbahn, una delle strade più famose del quartiere malfamato di St.Pauli, ad Amburgo. Per alcuni anni quello diventa il luogo di ritrovo dell'avanguardia artistica tedesca. Nel 1989 accetta di diventare docente di pittura presso la Städelschule di Francoforte sul Meno. Poi, chiamato dal direttore e dal collegio dei docenti, ricopre la stessa cattedra presso l'Accademia di Belle Arti di Düsseldorf, proprio in quella scuola che più di vent'anni prima lo aveva allontanato. Nel 2000 si sposa con una sua ex studentessa, la bulgara Oda Jaune, ragazza bellissima, modella e indossatrice, più giovane di lui di trent'anni. Nel 2001 la coppia ha una bambina, a cui dà il nome di Ida, lo stesso della madre di Immendorff. Nel mese di agosto del 2003 viene arrestato nella lussuosa suite di un albergo di Düsseldorf. Quando la polizia fa irruzione è assieme a sette prostitute e ad alcuni amici, dei quali, alcuni, sono elementi della malavita cittadina. Nella suite viene ritrovata una grossa quantità di cocaina. Anche il suo studio viene perquisito e gli agenti trovano altra cocaina. Al processo, tenutosi nel luglio 2004, ammette di aver organizzato orge tra il febbraio del 2001 e l'agosto del 2003 e che ha usato droghe di vario tipo perché malato cronico (infatti, nel 1998, a Immendorff è stata diagnosticata la Sindrome di Lou Gehrig - sclerosi laterale amiotrofica), poi quale espressione del suo orientalismo e perché, sotto quell'effetto, riesce a dipingere e scolpire con più energia. Quindi, spinto dalla moglie e dal suo avvocato, accetta di collaborare con la Giustizia, rivelando il nome del criminale che lo rifornisce di stupefacenti. Alla fine del procedimento, per l'aiuto dato alla Legge, è condannato a solo 11 mesi di reclusione e a una multa di 150000 Euro. Sospeso dall'insegnamento durante il processo, viene riammesso quale docente all'Università. Mancino di nascita, con l'aggravarsi della malattia, inizia a dipingere con la mano destra. Nel novembre del 2005 viene ricoverato d'urgenza all'ospedale perché non riesce a respirare. I medici gli praticano una tracheotomia. Nel 2006 è costretto su una sedia a rotelle e smette di dipingere. Muore a 61 anni il 27 maggio del 2007.

## Percorso artistico
Le sue opere giovanili risentono di elementi cari al Surrealismo e spesso sono intrise di un pesante Simbolismo che fa capo alle idee politiche che pratica. Uno dei suoi primi lavori, notati dalla critica, s'intitola provocatoriamente "Hört auf zu malen!", cioè "Stop col dipingere!".
Tra la fine degli anni 60 e gli inizi degli anni 70 è uno dei membri più attivi del movimento artistico tedesco "Neue Wilde". Nel 1970 inizia una stretta collaborazione con un altro grande artista tedesco, A. R. Penck.
Nel 1973 ha una mostra personale presso la storica Kunstverein Hannover di Hannover.
Raggiunge la notorietà con una serie di sedici grandi dipinti titolata "Cafè Deutschland" (1977-1984) ispirati dall'arte di Renato Guttuso e dal conflitto ideologico tra Germania Ovest e Germania Est, quindi tra lo stile di vita figlio di certi modelli americani, quelli capitalistici, consumistici, omologanti, e la repressione dittatoriale praticata nell'allora Est Europa, a quei tempi sotto la dominazione dell'URSS. È una denuncia che l'anarchico Immendorff scaglia contro il mondo Occidentale nella sua totalità; da un lato contro "la società della mercificazione finto liberale" dall'altro "contro il comunismo totalitario", così lui dice.
Nell'ultima fase della vita si dedica al raffigurare soggetti più ironici, definendosi "il pittore scimmia" per come il suo gesto espressionista diviene sempre più regressivo, infantile, semplice. E la scimmia è, anche, l'animale-icona che più volte rappresenta nelle sue opere, in modo che con fattezze da scimmie diventano gli uomini politici, i personaggi televisivi, gli attori, gl'intellettuali e gli artisti asserviti al potere e all'economia.
Molto legato all'Italia e a quell'arte, espone con artisti come Mario Merz, Mimmo Paladino, Nino Longobardi, Gino De Dominicis, Enzo Cucchi, Gian Ruggero Manzoni, Francesco Clemente, Michelangelo Pistoletto.
Nel 1997 vince il più importante premio d'arte al mondo, il MARCO, ritirato al Museo d'Arte Contemporanea di Monterrey, in Messico. La giuria, ogni anno, è composta dai più famosi critici d'arte del pianeta. Nel 1998 riceve la medaglia dell'Ordine al Merito della Repubblica Federale di Germania. Ha esposto più volte alla Biennale di Venezia e a Documenta di Kassel, negli USA, in Giappone, in Canada, in Australia. I suoi quadri e le sue sculture sono presenti nei più importanti musei europei e mondiali.